# Talègol bec-roig
El talègol bec-roig (Talegalla cuvieri) és una espècie d'ocell de la família dels megapòdids (Megapodiidae) que viu a la selva del nord-oest de Nova Guinea, i a les illes de Salawati i Misool.